# ポッジョ・トッリアーナ
ポッジョ・トッリアーナ（伊: Poggio Torriana）は、イタリア共和国エミリア＝ロマーニャ州リミニ県にある、人口約5,100人の基礎自治体（コムーネ）。
コムーネ統廃合 (it:Fusione di comuni italiani) により、トッリアーナとポッジョ・ベルニが合併して2014年1月1日に発足した。

## 地理

### 位置・広がり

#### 隣接コムーネ
隣接するコムーネは以下の通り。括弧内のFCはフォルリ＝チェゼーナ県所属を示す。
- ボルギ (FC)
- ノヴァフェルトリア
- サン・レーオ
- サンタルカンジェロ・ディ・ロマーニャ
- ソリアーノ・アル・ルビコーネ (FC)
- ヴェルッキオ

### 地震分類
ポッジョ・トッリアーナにおけるイタリアの地震リスク階級 (it) は、zona 2 (sismicità media) に分類される。

## 行政

### 分離集落
ポッジョ・トッリアーナには以下の分離集落（フラツィオーネ）がある。
- Camerano, Montebello, Poggio Berni (sede comunale), Sant'Andrea, Santo Marino, Torriana, Trebbio